# Бере Боге
Бере Боге (фр. Beurey-Bauguay) насеље је и општина у источном делу централне Француске у региону Бургоња, у департману Златна обала која припада префектури Бон.
По подацима из 2011. године у општини је живело 138 становника, а густина насељености је износила 18,9 становника/km². Општина се простире на површини од 7,3 km². Налази се на средњој надморској висини од 400 метара (максималној 536 m, а минималној 392 m).

## Демографија
| 1962. | 1968. | 1975. | 1982. | 1990. | 1999. | 2011. |
| ----- | ----- | ----- | ----- | ----- | ----- | ----- |
| 123   | 123   | 100   | 80    | 86    | 91    | 138   |

График промене броја становника у току последњих година